# 埃朗根
埃朗根（德語：Erlangen，發音：[ˈɛʁlaŋən] ⓘ）是德国巴伐利亚州中弗兰肯行政区的非县辖城市，也是埃朗根-赫希施塔特县的县治，面积76.96平方千米，2023年12月31日人口为117,806人。
埃朗根与纽伦堡、菲尔特和施瓦巴赫构成一个大都市，是巴伐利亚州的三个大都市之一。这些城市又与周边地区构成紐倫堡大都市區，是德国十一个大都市区之一。
埃朗根以埃朗根-纽伦堡大学及西門子公司中心而聞名。

## 名稱
由於兩岸翻譯上的不同，因此台灣則將其音譯為「愛爾朗根」；中國大陸則將其音譯為「埃朗根」。

## 国际关系
埃朗根与以下城市结为友好城市：
- 土耳其 贝西克塔什（2003年）
- 義大利 博尔扎诺（2018年）
- 瑞典 埃斯基尔斯蒂纳（1961年）
- 德国 耶拿（1987年）
- 法國 雷恩（1964年）
- 美国 里弗赛德（2013年）
- 尼加拉瓜 圣卡洛斯（1989年）
- 英国 特倫特河畔斯托克（1989年）
- 俄羅斯 弗拉基米尔（1983年）

埃朗根与以下城市建立伙伴关系：
- 義大利 文佐内
- 中國 深圳市（1997年）
- 美国 里士满（1998年）
- 義大利 库米亚纳（2001年）
- 阿联酋 阿治曼（2005年）
- 奥地利 乌姆豪森（2006年）
- 乌克兰 布羅瓦雷（2022年）